# Плешой (комуна)
Плешой (рум. Pleșoi) — комуна у повіті Долж в Румунії. До складу комуни входять такі села (дані про населення за 2002 рік):
- Кирстовань (38 осіб)
- Мілован (395 осіб)
- Плешой (936 осіб)
- Фрасін (106 осіб)

Комуна розташована на відстані 203 км на захід від Бухареста, 22 км на захід від Крайови.

## Населення
У 2009 року у комуні проживали 1387 осіб.